# Tiferet Jisrael-synagoge

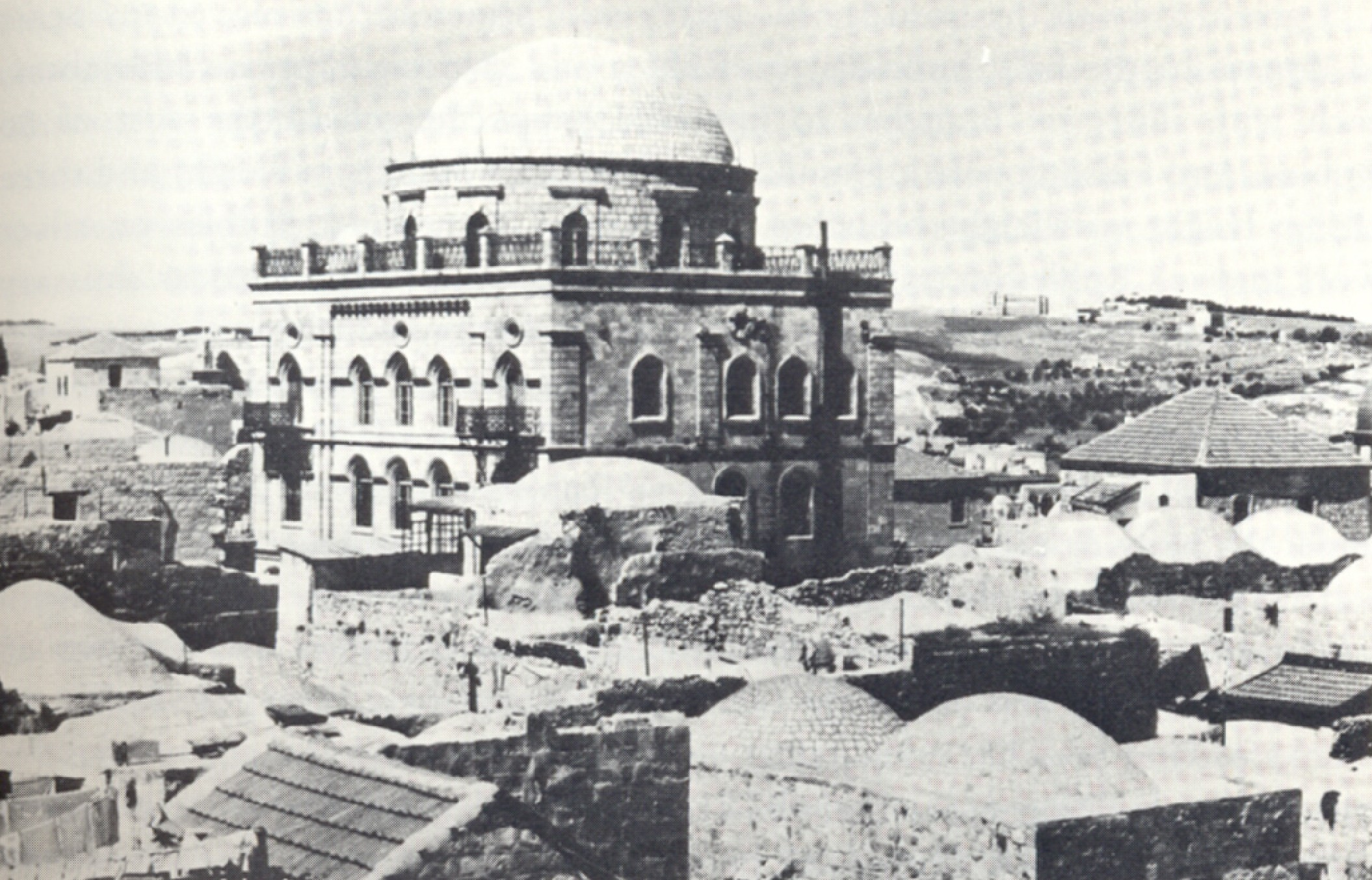
De synagoge in 1940

De Tiferet Jisrael-synagoge (Hebreeuws: בית הכנסת תפארת ישראל) was een in 1871 voltooide synagoge in het Joodse kwartier in Jeruzalem. De synagoge met drie verdiepingen was jarenlang een van de hoogste gebouwen van de stad. In mei 1948 werd de Tiferet Jisrael-synagoge, samen met 57 andere synagoges, verwoest door Jordaanse troepen na de verovering van Jeruzalem tijdens de Arabisch-Israëlische Oorlog van 1948.

## Geschiedenis
In 1839 maakte de rabbijn Nissan Beck plannen voor een chassidische synagoge. In 1843 lukte het de rabbijn om een stuk grond aan te kopen. De synagoge was na de nodige vertragingen in 1871 voltooid en op 19 augustus 1872 werd de synagoge eindelijk ingewijd. De Tiferet Jisrael-synagoge diende vervolgens tot haar vernietiging in 1948, als baken van de chassidische gemeente te Jeruzalem.
De Tiferet Jisrael-synagoge werd in de nacht van 20 op 21 mei 1948 met dynamiet opgeblazen door het Arabisch Legioen. In totaal werden 58 synagogen in de oude stad van Jeruzalem verwoest, waaronder ook de Hurva-synagoge.
Anno 2013 staat de synagoge er nog altijd bij als een ruïne. Wel zijn er vergevorderde plannen voor het herbouwen van de synagoge en is er een anonieme donatie ontvangen ter financiering van de herbouw.

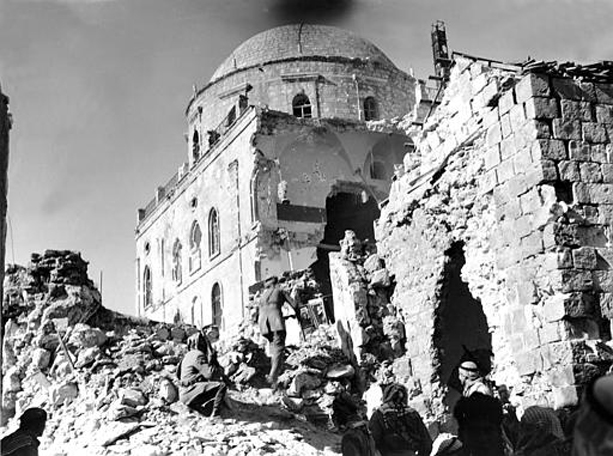
De verwoesting op 20 mei 1948
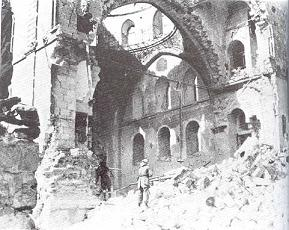
Een Arabische soldaat bekijkt de vernielingen na het opblazen van de zijmuur
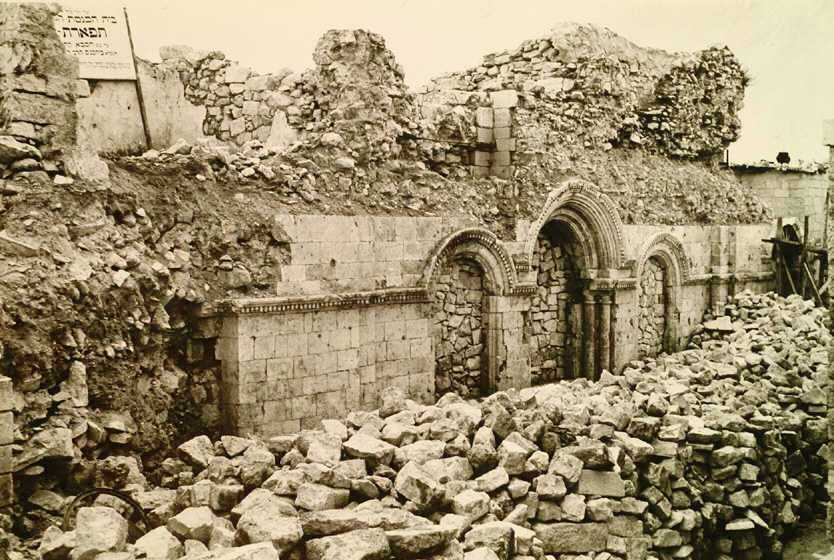
Ruïnes van de synagoge in 1967
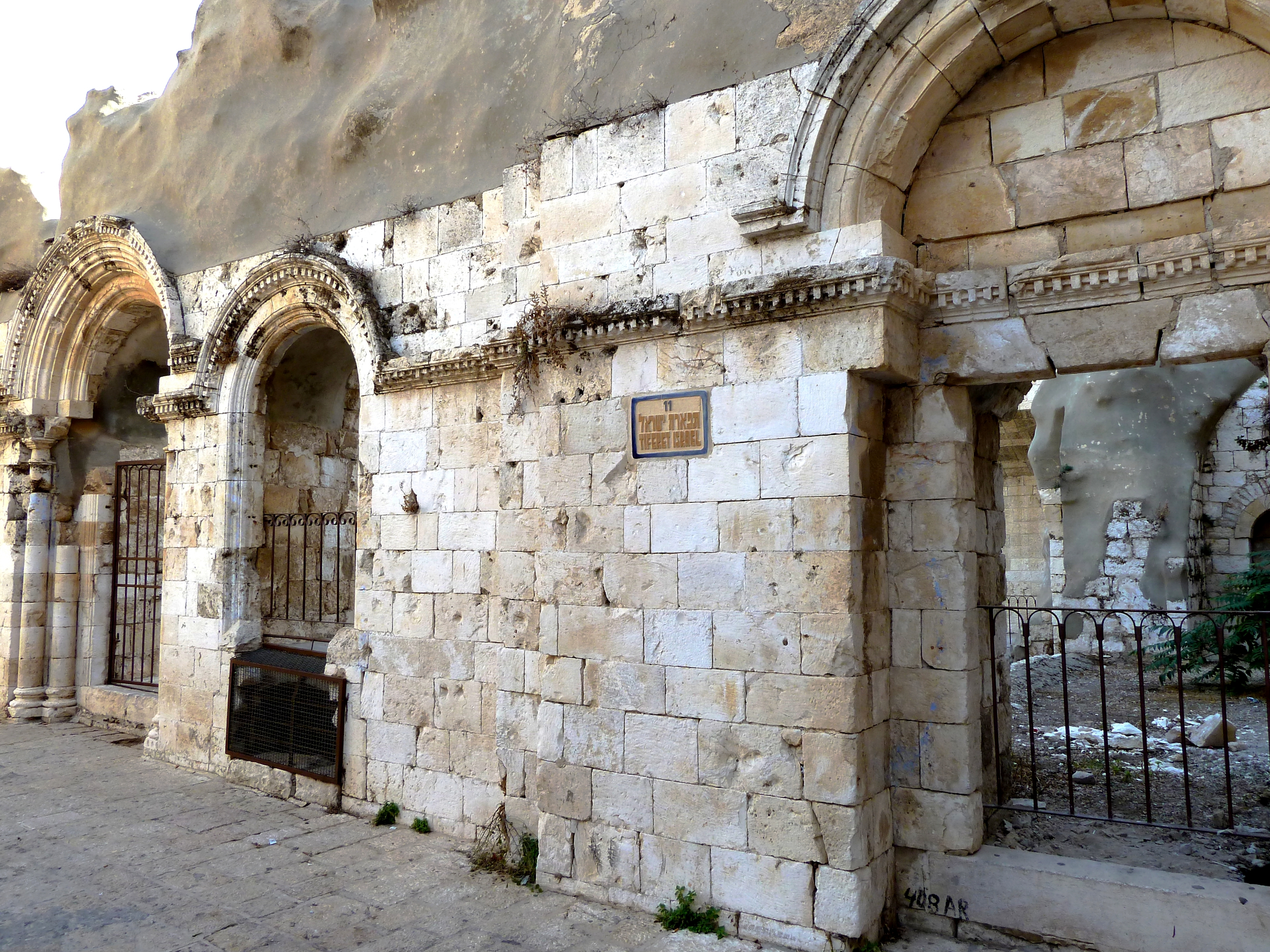
Ruïnes van de synagoge in 2011